# Kantopop
Kantopop (kinesiska: 粵語流行音樂) refererar till modern popmusik framförd på kantonesiska. Musiken är främst baserad på västerländsk popmusik, inte sällan via Japan, Taiwan eller idag Kina, men anknyter ofta också både till traditionell kinesisk musik och andra internationella genrer som jazz, Rock'n'roll, R&B och hiphop. Kantopopens vagga och självklara centrum är Hongkong även om fansen sedan 1980-talet återfinns över stora delar av världen. Subgenren är på engelska, vid sidan av Cantopop, också känd som HK-pop. Den ekonomiska och musikaliska utvecklingen i Kina har sedan början av 1980-talet lett till att flera av de ledande kantopopartisterna också sjunger på standardkinesiska. En del sjunger också på japanska, taiwanesiska eller koreanska.

## Kända kantopopsångare och -grupper

### Manliga artister
| - Danny Chan - Daniel Chan - Eason Chan - Jason Chan - Jordan Chan - William Chan - Pakho Chau - Edison Chen - Ekin Cheng - Kevin Cheng - Ronald Cheng - Hins Cheung - Jacky Cheung - Leslie Cheung - Louis Cheung | - Alex Fong - Andy Hui - Sam Hui - Ken Hung - Kelvin Kwan - Kenny Kwan - Leo Ku - Aaron Kwok - Eric Kwok - Leon Lai - George Lam - Chet Lam - Jan Lamb - Andy Lau - Wilfred Lau | - Hacken Lee - Edmond Leung - Tony Leung - Justin Lo - Juno Mak - Pong Nan - Deep Ng - Ron Ng - William So - Alan Tam - Patrick Tang - Nicholas Tse | - Dave Wang - Anthony Wong - Charles Ying |

### Kvinnliga artister
| - Teresa Carpio - Bobo Chan - Connie Chan Po-chu - Flora Chan - Priscilla Chan - Vincy Chan - Mandy Chiang - Kelly Chen - Kellyjackie - Sammi Cheng - Stephanie Cheng - Yumiko Cheng - Cecilia Cheung - Niki Chow - Vivian Chow - Rachelle Chung - Renee Dai - Theresa Fu | - Denise Ho - Deanie Ip - Grace Ip - Ella Koon - Jade Kwan - Shirley Kwan - Cally Kwong - Vivian Lai - Sandy Lam - Coco Lee - Tiffany Lee - Gigi Leung - Helia Leung - Isabella Leong - Rain Li - Candy Lo - Karen Mok | - Anita Mui - Kary Ng - Yan Ng - Fiona Sit - Stephy Tang - Vangie Tang - Teresa Teng - Kay Tse - Jenny Tseng - Paula Tsui - Janice Vidal - Jill Vidal - Liza Wang - Emme Wong - Faye Wong - Ivana Wong - Lisa Wong | - Bianca Wu - Sally Yeh - Charlie Yeung - Miriam Yeung - Frances Yip - Joey Yung |

### Grupper
| - 2R - AMK - At17 - Beyond - Bliss - Boy'z - Cookies - Cream - Dear Jane - Double R | - E-Kids - EO2 - Krusty - Fama - Grasshopper - Hotcha - I Love You Boyz - LMF - The Pancakes - Ping Pung | - PixelToy - Shine - Sky - Softhard - SohBim - Soler - Sun Boy'z - Swing - Tat Ming Pair - Twins | - The Wynners - YLK Organization - Zarahn |